# Земская почта Демянского уезда
Зе́мская по́чта Демя́нского уе́зда — земская почта, организованная земской управой Демянского уезда Новгородской губернии. Существовала с 1866 года. В уезде выпускались собственные земские марки.

## История почты
Демянская уездная земская почта была открыта 1 января 1866 года. Почтовые отправления доставлялись ямщиками почтовых станций в волостные правления уезда. Пересылка частных почтовых отправлений была платной.
В 1868 году для оплаты доставки частных почтовых отправлений были введены земские почтовые марки.
В 1878 году взимание платы за пересылку частных почтовых отправлений было отменено.

## Выпуски марок
Введённые в 1868 году земские почтовые марки имели номинал 3 копейки. На рисунке марок были изображены гербы Новгородской губернии и Демянского уезда.
Демянские земские марки изготовлялись в уездной земской управе с помощью ручного штемпеля.

## Гашение марок
Гашение марок осуществлялось чернилами (перечёркиванием).